# 获取COVID-19工具加速计划
获取COVID-19工具加速器（Access to COVID-19 Tools Accelerator）又稱ACT加速计划，是一个跨学科的支持平台，目的是使平台上的合作伙伴能够共享资源和分享知识以對抗2019冠狀病毒病疫情。它分為四个支柱，每个支柱由两到三个合作伙伴管理。
- 疫苗（又称COVAX，致力于全球公平获取2019冠状病毒病疫苗）
- 诊断
- 治疗
- 卫生系统

获取COVID-19工具加速器始於二十國集團于2020年4月24日宣布的一项倡议。世界卫生组织很快于4月24日響應。
2020年9月10日，联合国和欧洲联盟共同主办了获取COVID-19工具加速计划促进委员会成立会议，该委员会當時就收到了計劃籌款中的350亿美元中的27亿美元，以确保平台能提供20亿剂2019冠狀病毒病疫苗、2.45亿个疗程和5亿次检测目标。
截至2020年12月，發達國家已预购100多亿剂仍在研发中的候选COVID-19疫苗。由于發達国家2021年的疫苗需求量很大，低收入的发展中国家的人们可能要到2023年或2024年才能从2019冠状病毒病疫苗制造商那裡获得疫苗，COVAX就能在此時發揮作用。
2021年7月，德國衛生部長宣佈捐助本計畫2.6億歐元，並於與秘書長的會談中敦促中方重啟疫情調查。